# SSX TRICKY
『SSX TRICKY』は、エレクトロニック・アーツより発売されたスノーボードアクションゲーム。

## 概要
- 走行中にトリックを決める事によりゲージにポイントが溜まり、ブーストが使えるようになる。
- 走行中に相手を殴り倒す事によって、ゲージが一気に満タンになる。
- ゲージが満タンになるとスーパートリックが出せ、六回スーパートリックに成功すると無制限でブーストを使えるようになる。
- 対戦方式には速さを競うレースモードと、トリックの点数を競うショウオフの二つのモードがある。
- 声優の多くをハリウッド映画の俳優が勤めた。
- PS2でDTS Interactive 4.0chサラウンド出力対応となったのがこの作品が初めて。

## キャラクター
- エリサ
- ブロディ
- カオリ
- モビー
- サイモン
- マリソル
- マック
- JP
- ルーサー
- エディ
- シーア
- ゾーイ

## 主題歌
- It’s tricky/Run-D.M.C.

## コース
- ガリバルディ（カナダ）
- スノードリーム（日本）
- イリジアムアルプス（ヨーロッパ）
- マーキュリーシティー（アメリカ）
- メサブランカ（アメリカ）
- 東京メガプレックス（日本）
- アロハアイスジャム（アメリカ）
- アラスカ（アメリカ）
- アントラック（アメリカ）
- パイプドリーム（イギリス）